# Julian Johnsson
Julian Schantz Johnsson (ur. 24 lutego 1974 w Thorshavn na wyspie Streymoy) – piłkarz pochodzący z Wysp Owczych, grający na pozycji środkowego pomocnika.

## Kariera klubowa
Johnsson pochodzi ze stolicy Wysp Owczych, Tórshavn. Karierę zaczynał w jednym z najbardziej utytułowanych klubów na Wyspach, HB Tórshavn. W jego barwach zadebiutował w Formuladeildin w wieku 19 lat. W zespole HB grał do roku 1995, jednak dwukrotnie temu klubowi nie udało się zdobyć mistrzostwa i w obu przypadkach przegrał tylko z GÍ Gøta, które w pierwszej połowie lat 90. 4 razy z rzędu zdobywało tytuł najlepszej drużyny Wysp Owczych. Pomimo tego, Johnsson był wybijającą się postacią HB i na część sezonu 1995/1996 przeniósł się do duńskiego Vejle BK. Jednak nie wywalczył miejsca w składzie tej drużyny i pobyt w Danii można uznać za bardzo nieudany. Julian wrócił więc na Wyspy do rodzinnego Tórshavn, tym razem trafiając do rywala HB, B36. Tam spędził 2 lata, w ciągu których wywalczył mistrzostwo kraju w 1997 i przyczynił się do tego między innymi 8 bramkami w lidze. Sezon ten spowodował, że Johnssonem zainteresowano się w Norwegii i po raz drugi zdecydował się on wyjechać z Wysp Owczych. Wywalczył miejsce w podstawowym składzie drużyny Kongsvinger IL, rozegrał 23 mecze w 1998 roku i przyczynił się do utrzymania drużyny w Tippeligaen, a wygrała ona po play-offach z Kjelsas. Rok 1999 Johnsson zaczął jeszcze jako gracz Kongsvinger, ale w drugiej połowie roku był już piłkarzem Sogndal IL, grającej w 2. lidze norweskiej. Zespołowi nie udało się jednak wywalczyć awansu do ekstraklasy i zajął dopiero 5. miejsce. Ta sztuka udała się rok później i po wygranych barażach z zespołem Vålerenga Fotball Songdal z dobrze grającym Johnssonem (5 goli) awansowało do pierwszej ligi. W 2001 roku zagrał w Songdal tylko 4 mecze i latem udał się do Anglii do klubu Hull City grającym w Third Division. Po sezonie wrócił na Wyspy Owcze do B36, by latem 2003 wyjechać do Islandii. Z drużyną Akraness, w której zazwyczaj grał w wyjściowej jedenastce, dwukrotnie wywalczył 3. miejsce w Landsbankadeild. Od 2005 roku jest piłkarzem B68 Toftir.

## Kariera reprezentacyjna
W reprezentacji Wysp Owczych Julian Johnsson zadebiutował 26 kwietnia 1995 roku w przegranym 0:4 meczu z Finlandią, rozegranym w ramach kwalifikacji do Euro 1996. W kadrze ma już rozegranych ponad 60 meczów i zbliża się do wyprzedzenia drugiego w tej klasyfikacji, Jensa Martina Knudsena. Swoją pierwszą bramkę w kadrze zdobył 6 września 2003 w przegranym 1:3 meczu ze Szkocją.